# Gunnar Holmberg
Gunnar Josef Agaton Holmberg (ur. 6 maja 1897 w Göteborgu, zm. 21 października 1975 w Borås) – piłkarz szwedzki grający na pozycji pomocnika. W swojej karierze rozegrał 12 meczów w reprezentacji Szwecji.

## Kariera klubowa
Swoją karierę piłkarską Holmberg spędził w klubie GAIS z Göteborga. W sezonach 1918/1919, 1921/1922 i 1926/1927 wywalczył z nim trzy tytuły mistrza Szwecji.

## Kariera reprezentacyjna
W reprezentacji Szwecji Holmberg zadebiutował 5 czerwca 1922 w wygranym 4:1 towarzyskim meczu z Finlandią, rozegranym w Helsinkach. W 1924 roku zdobył ze Szwecją brązowy medal na igrzyskach olimpijskich w Paryżu. Od 1922 do 1927 roku rozegrał w kadrze narodowej 12 spotkań.